# Райнхард фон Шьонау
Райнхард фон Шьонау или Райнхард I фон Шьонфорст (на немски: Reinhard von Schönau; Reinhard I von Schönforst; на латински: Reynardus de Sconeouve; Reynerius de Sconowen, * ок. 1310; † 27 декември 1376) е рицар, благородник от род Шьонау, 1347 г. основател на господството Шьонфорст (днес в Аахен).
Той е един от седемте синове на Расо II фон Шьонау († 1344) и съпругата му еделдама дьо Жарден.
През 1320 г. Райнхард е каноник в Св. Серваций в Маастрихт. Той е образован и започва служба при граф Вилхелм I фон Юлих. Като дипломат и за извършването на финасовите дела той пътува често с него до английския крал Едуард III, понеже графовете на Юлих подпомагат Стогодишната война. Участва на страната на Англия в битките през 1339 г. и 1340 г.
От пр. 1344 до 1346 г. Райнхард е маршал на епископа на Лиеж, Адолф фон Марк. Около 1345 г. той се жени за неговата племенница, Катарина фон Вилденбург, дъщеря на Филип фон Вилденбург и Йохана фон дер Марк. Тя е вдовица на хер Оост фон Елслоо на Маас, по-късно единствена наследничка на Графство Нойенар, и внучка по майчина линия на Катарина фон Юлих, дъщеря на граф Вилхелм IV фон Юлих и на Рикарда фон Гелдерн. Така той се сродява с Дом Юлих, Дом Ламарк и с Енгелберт III фон Марк, архиепископ на Кьолн.
През 1346 и 1347 г. той се бие на страната на епископа на Лиеж. През 1346 г. Райнхард става рицар. Той забогатява и е влиятелен финанасит. През 1347 г. основава господството Шьонфорст и строи замък. Изпълнява задачи на Бохемския крал, Ян Люксембургски, на архиепископите на Кьолн, на импреатор Карл IV, на полубрат му Венцел I, който е херцог на Брабант, Лимбург и Люксембург. От 1347 г. води финансите на Кьолнския архиепископ Валрам фон Юлих.
Райнхард дава господството Шьонфорст през 1369 г. на син си Райнхард II, който през 1371 г. попада след битка в плен. Райнхард I напуска като рицар ордена на Йоантите и родината си. През 1375 г. пътува до Родос, където умира през 1376 г

## Бракове и деца
Райнхард се жени ок. 1345 г. за Катарина фон Вилденбург († 25 март 1368), дъщеря на Филип фон Вилденбург и Йохана фон дер Марк. С нея той има децата:
- Йохан I фон Шьонфорст († 1382), бургграф фон Моншау
- Райнхард II († 1419), рицар, господар на Шьонфорст
- Конрад († 7 март 1403), господар на Елслоо и Зитард
- Енгелберт († сл. 22 септември 1393), духовник в Св. Серваций в Маастрихт, каноник в Св. Ламберт в Лиеж и господар на Хартелщайн
- Филипа († пр. юли 1399)
- Мехтилд († 1389)
- Елизабет († сл. 1393)
- Аделхайд († сл. 1396)

През 1370 г. Райнхард се жени втори път за Изабела де Хамал цу Фогелзанк. Този брак е бездетен.